# Arnaud De Lie
Arnaud De Lie (født 16. marts 2002 i Lescheret) er en professionel cykelrytter fra Belgien, der er på kontrakt hos Lotto.
Han er primært kendt for sine evner som sprinter. I juni 2021 skrev han en toårig kontrakt med World Tour-holdet Lotto-Soudal gældende fra 2022. Det skete efter han fra starten af 2021 havde kørt for holdets udviklingsteam Lotto-Soudal U23.